# Козлов, Игорь Валентинович
Игорь Валентинович Козлов (7 августа 1970, Москва) — советский и российский футболист, полузащитник, нападающий.

## Биография
Воспитанник СДЮШОР «Спартак» Москва.
В высшей лиге чемпионатов СССР и России выступал за московские ЦСКА и «Спартак» и петербургский «Зенит», провёл за них в сумме 11 матчей.
Два сезона играл за бельгийский «Беверен» — 14 игр, один гол.
За обладателей Кубка СССР-1990/1991 ЦСКА и Кубка России-1991/1992 «Спартак» провёл по одному матчу.

## Достижения
- Чемпион Европы среди юношей до 16 лет (1987)[источник не указан 2345 дней]
- Обладатель Кубка СССР (1991/1992)
- Серебряный призёр чемпионата СССР (1990)